# HOPAK
 (janvier 2021).
La mise en forme du texte ne suit pas les recommandations de Wikipédia : il faut le « wikifier ».
Les points d'amélioration suivants sont les cas les plus fréquents :
- Les titres sont pré-formatés par le logiciel. Ils ne sont ni en capitales, ni en gras.
- Le texte ne doit pas être écrit en capitales (les noms de famille non plus), ni en gras, ni en italique, ni en « petit »…
- Le gras n'est utilisé que pour surligner le titre de l'article dans l'introduction, une seule fois.
- L'italique est rarement utilisé : mots en langue étrangère, titres d'œuvres, noms de bateaux, etc.
- Les citations ne sont pas en italique mais en corps de texte normal. Elles sont entourées par des guillemets français : « et ».
- Les listes à puces sont à éviter, des paragraphes rédigés étant largement préférés. Les tableaux sont à réserver à la présentation de données structurées (résultats, etc.).
- Les appels de note de bas de page (petits chiffres en exposant, introduits par l'outil «  Source ») sont à placer entre la fin de phrase et le point final[comme ça].
- Les liens internes (vers d'autres articles de Wikipédia) sont à choisir avec parcimonie. Créez des liens vers des articles approfondissant le sujet. Les termes génériques sans rapport avec le sujet sont à éviter, ainsi que les répétitions de liens vers un même terme.
- Les liens externes sont à placer uniquement dans une section « Liens externes », à la fin de l'article. Ces liens sont à choisir avec parcimonie suivant les règles définies. Si un lien sert de source à l'article, son insertion dans le texte est à faire par les notes de bas de page.
- La présentation des références doit suivre les conventions bibliographiques. Il est recommandé d'utiliser les modèles {{Ouvrage}}, {{Chapitre}}, {{Article}}, {{Lien web}} et/ou {{Bibliographie}}. Le mode d'édition visuel peut mettre en forme automatiquement les références.
- Insérer une infobox (cadre d'informations à droite) n'est pas obligatoire pour parachever la mise en page.

Pour une aide détaillée, merci de consulter Aide:Wikification.
Si vous pensez que ces points ont été résolus, vous pouvez retirer ce bandeau et améliorer la mise en forme d'un autre article.
 (décembre 2020).
Le HOPAK est une version ukrainienne de la conversion de la Kalachnikov soviétique 7,62-mm en un fusil court non automatique avec rechargement manuel, développé par l'usine Mayak (le Phare) de Kiev.
Son nom, ГОПАК, vient de "Гвинтівка оперативна портативна на базі АК", "Fusil portable opérationnel de base AK" en ukrainien, AK signifiant Avtamat Kalachnikova, soit Fusil mitrailleur de Kalachnikov.

## Histoire
Un exemplaire de démonstration d'un fusil de sniper HOPAK 7,62 mm a été présenté pour la première fois le 4 avril 2015 sur le site du centre de formation de la garde Nationale de l'Ukraine dans le village de Novi Petrovtsi de la région de Kiev,.
Du 22 au 25 septembre 2015, la deuxième version du fusil HOPAK (doté d'un chargeur alimenté par un chargeur semblable aux standards Kalachnikov a été présentée lors de la XIIe exposition internationale spécialisée sur les armes «Armes et sécurité-2015» qui s'est tenue à Kiev. En octobre 2015, le service de presse de la société civile Oukroboronprom a déclaré que le fusil HOPAK allait être soumis aux tests de l'État et que la possibilité de fournir cette arme aux forces armées ukrainiennes était envisagée,. Le 3 mars 2016 à l'exposition des armes légères de fabrication ukrainienne à l'institut Polytechnique de Kiev, un autre échantillon du fusil HOPAK a été présenté avec un chargeur raccourci de capacité réduite.
En 2018, le fusil HOPAK a été ajouté à la liste des armes proposées à l'export par l'entreprise nationale "Spetstekhnoeksport". 

## Description
Au cours de la conversion du fusil mitrailleur AK en fusil non automatique, des modifications ont été apportées à la conception de l'arme: le tube de sortie de gaz, le garde-main et la recouvrement du canon ont été démontés ; un silencieux a été installé sur le canon, un support pour l'installation d'un viseur optique a été installé. En outre, des bipieds pliables de la mitrailleuse RPK sont installés sur l'arme et la crosse normale est remplacée par une crosse de la mitrailleuse Kalachnikov.
Le 29 août 2016, à l'exposition d'armes de fabrication ukrainienne sur le territoire de l'usine blindée de Kiev, une autre version du fusil HOPAK a été présentée : au lieu d'une crosse de mitrailleuse PKK, il était équipé d'une crosse télescopique du fusil AR-15 et avec de nouveaux bipieds pliables.